# Ancona-Matelica 2021-2022
Questa voce raccoglie le informazioni riguardanti l'Ancona-Matelica nelle competizioni ufficiali della stagione 2021-2022.

## Stagione
Nella stagione 2021-2022 l'Ancona dopo quattro stagioni nei dilettanti, torna a disputare il girone B del campionato di Serie C, raccoglie 57 punti con il sesto posto finale. Disputa con poca fortuna i Play-off, perdendo nel primo turno a gironi (0-2) contro l'Olbia. La squadra dorica allenata da Gianluca Colavitto disputa un sontuoso campionato, quarta al termine del girone di andata con 31 punti, perde alcune posizioni nel girone discendente, mantenendo il sesto posto finale. Protagonista della stagione anconitana il romagnolo Alex Rolfini che firma 18 reti, vincendo anche la classifica marcatori del girone B. Discreto anche il percorso nella Coppa Italia di Serie C dell'Ancona, dove nel primo turno supera l'Aquila Montevarchi, pareggiando (1-1) e poi vincendo ai calci di rigore (3-2), nel secondo turno supera in Irpinia (0-1) l'Avellino, poi negli ottavi di finale esce dal torneo, superata (0-1) dalla Viterbese.

## Divise e sponsor
Il fornitore tecnico per la stagione 2021-22 è Macron, che propone tre divise declinate dal modello Tureis del proprio catalogo; gli sponsor ufficiali sono Halley Informatica, Fidea, Technosafe (sul torso), Master Group e Canil (sul dorso).
La maglia interna è rossa sul busto, con minimi inserti bianchi sulla parte bassa dei fianchi e scollo a V in maglieria bianco-rossa; le maniche sono decorate da un motivo a righe spezzate bianche e rosse (presente ton-sur-ton anche nel busto), con risvolti bianchi. Bianche sono altresì le personalizzazioni.
Il medesimo template, orientato però sul bianco (con finiture rosse) e sul blu (con finiture bianche) connota le divise di cortesia.
| Casa | Trasferta | Terza divisa |

## Rosa
| N. |                       | Ruolo | Calciatore          |
| -- | --------------------- | ----- | ------------------- |
| 1  | Italia (bandiera)     | P     | Lorenzo Canullo     |
| 2  | Italia (bandiera)     | D     | Matteo Calcagno     |
| 3  | Italia (bandiera)     | D     | Alessandro Di Renzo |
| 4  | Italia (bandiera)     | C     | Edoardo Iannoni     |
| 5  | Italia (bandiera)     | D     | Alessandro Bianconi |
| 6  | Italia (bandiera)     | D     | Luca Iotti          |
| 7  | Italia (bandiera)     | C     | Matteo Gasperi      |
| 8  | Italia (bandiera)     | C     | Andrea Delcarro     |
| 9  | Italia (bandiera)     | A     | Alex Rolfini        |
| 10 | Italia (bandiera)     | A     | Marcello Sereni     |
| 11 | San Marino (bandiera) | C     | Filippo Berardi     |
| 12 | Italia (bandiera)     | P     | Leonardo Vitali     |
| 14 | Italia (bandiera)     | D     | Niccolò Tofanari    |
| 15 | Italia (bandiera)     | C     | Lorenzo Sabattini   |

| N. |                   | Ruolo | Calciatore           |
| -- | ----------------- | ----- | -------------------- |
| 16 | Italia (bandiera) | D     | Tommaso Farabegoli   |
| 17 | Italia (bandiera) | A     | Federico Moretti     |
| 18 | Italia (bandiera) | A     | Alessandro Faggioli  |
| 19 | Italia (bandiera) | C     | Luca Palesi          |
| 20 | Italia (bandiera) | A     | Alessio Vrioni       |
| 21 | Italia (bandiera) | C     | Ferdinando Del Sole  |
| 22 | Italia (bandiera) | P     | Michele Avella       |
| 23 | Italia (bandiera) | C     | Michael D'Eramo      |
| 25 | Italia (bandiera) | D     | Lorenzo Masetti      |
| 26 | Italia (bandiera) | C     | Edoardo Ruani        |
| 27 | Italia (bandiera) | C     | Salvatore Papa       |
| 28 | Italia (bandiera) | D     | Emanuele Maurizii    |
| 32 | Italia (bandiera) | D     | Nicola Boscolo Bisto |
| 33 | Italia (bandiera) | D     | Mario Noce           |

## Calciomercato

### Sessione estiva(dal 01/07 al 31/08)
| Acquisti | Acquisti             | Acquisti           | Acquisti   |
| R.       | Nome                 | da                 | Modalità   |
| -------- | -------------------- | ------------------ | ---------- |
| P        | Michele Avella       | Casertana          | svincolato |
| P        | Lorenzo Canullo      | Osimana            | prestito   |
| P        | Leonardo Vitali      | Matelica           | svincolato |
| D        | Alessandro Bianconi  | Gozzano            | svincolato |
| D        | Leonardo Bianconi    | Matelica           | svincolato |
| D        | Nicola Boscolo Bisto | Campodarsego       | svincolato |
| D        | Matteo Calcagno      | Virtus Francavilla | svincolato |
| D        | Tommaso Farabegoli   | Sampdoria          | prestito   |
| D        | Luca Iotti           | Feralpisalò        | svincolato |
| D        | Lorenzo Masetti      | Pisa               | svincolato |
| D        | Emanuele Maurizii    | Ascoli             | prestito   |
| D        | Mario Noce           | Catania            | svincolato |
| D        | Niccolò Tofanari     | Matelica           | svincolato |
| C        | Filippo Berardi      | Vibonese           | svincolato |
| C        | Andrea Delcarro      | Virtus Verona      | svincolato |
| C        | Michael D'Eramo      | Vis Pesaro         | svincolato |
| C        | Alessandro Gasperi   | Legnago            | svincolato |
| C        | Edoardo Iannoni      | Salernitana        | prestito   |
| C        | Salvatore Masetti    | Ravenna            | svincolato |
| C        | Salvatore Papa       | Ravenna            | svincolato |
| C        | Edoardo Ruani        | Matelica           | svincolato |
| C        | Lorenzo Sabattini    | Sampdoria          | prestito   |
| C        | Marcello Sereni      | Ravenna            | svincolato |
| A        | Ferdinando Del Sole  | Juventus           | prestito   |
| A        | Alessandro Faggioli  | Castelnuovo Vomano | svincolato |
| A        | Federico Moretti     | Matelica           | svincolato |
| A        | Alex Rolfini         | Legnago            | svincolato |

| Cessioni | Cessioni             | Cessioni   | Cessioni   |
| R.       | Nome                 | a          | Modalità   |
| -------- | -------------------- | ---------- | ---------- |
| A        | Matteo Calcagno      | Svincolato | svincolato |
| A        | Nicolò Boscolo Bisto | Svincolato | svincolato |

### Sessione invernale(dal 04/01 al 01/02)
| Acquisti | Acquisti    | Acquisti | Acquisti |
| R.       | Nome        | da       | Modalità |
| -------- | ----------- | -------- | -------- |
| C        | Luca Palesi | Olbia    | prestito |

| Cessioni | Cessioni           | Cessioni  | Cessioni      |
| R.       | Nome               | a         | Modalità      |
| -------- | ------------------ | --------- | ------------- |
| D        | Tommaso Farabegoli | Sampdoria | fine prestito |

## Risultati

### Serie C

#### Girone di andata
| Arbitro: | Di Graci (Como) |

|                          |           |              |
| Nzita 35’ Zappella 90+1’ | Marcatori | 63’ Faggioli |

| Arbitro: | Baratta (Rossano) |

|                  |           |             |
| Moretti 53’, 68’ | Marcatori | 69’ Ragatzu |

| Grosseto 11 settembre 2021, ore 17:30 CEST 3ª giornata | Grosseto           | 0 – 0 referto | Ancona-Matelica | Stadio Carlo Zecchini (1 330 spett.)\| Arbitro: \| Calzavara (Varese) \| |
| Arbitro:                                               | Calzavara (Varese) |               |                 |                                                                          |

| Arbitro: | Luongo (Napoli) |

|                        |           |  |
| Sereni 59’ Rolfini 79’ | Marcatori |  |

| Arbitro: | Scarpa (Collegno) |

|                             |           |                 |
| Rolfini 24’, 63’ Sereni 55’ | Marcatori | 74’ M. Semprini |

| Arbitro: | Cherchi (Carbonia) |

|  |           |                                         |
|  | Marcatori | 8’, 60’ Faggioli 77’ Moretti 87’ Sereni |

| Arbitro: | Angelucci (Foligno) |

|                                    |           |                                   |
| Sereni 16’, 21’ (rig.) Rolfini 43’ | Marcatori | 30’ (rig.) Turchetta 55’ Lombardi |

| Arbitro: | Saia (Palermo) |

|                            |           |  |
| Bortolussi 33’ Pierini 84’ | Marcatori |  |

| Arbitro: | Tremolada (Monza) |

|                                |           |  |
| Rolfini 34’ (rig.), 72’ (rig.) | Marcatori |  |

| Arbitro: | Perenzoni (Rovereto) |

|                                           |           |              |
| Zamparo 63’ Sorrentino 86’ Scappini 90+3’ | Marcatori | 90+1’ Sereni |

| Arbitro: | Luciani (Roma) |

|                    |           |                             |
| Rolfini 73’ (rig.) | Marcatori | 11’ Pannitteri 76’ Frediani |

| Arbitro: | Grasso (Ariano Irpino) |

|                             |           |                          |
| M. Volpe 12’ Volpicelli 73’ | Marcatori | 21’ Iannoni 49’ Del Sole |

| Arbitro: | Diop (Treviglio) |

|              |           |                             |
| Del Sole 51’ | Marcatori | 16’, 18’ Magrassi 81’ Cleur |

| Arbitro: | Marotta (Sapri) |

|                 |           |                   |
| Battistella 61’ | Marcatori | 82’ (rig.) Sereni |

| Arbitro: | Virgilio (Trapani) |

|  |           |                 |
|  | Marcatori | 45+2’ Scarsella |

| Arbitro: | Maranesi (Ciampino) |

|              |           |              |
| Spalluto 51’ | Marcatori | 62’ Faggioli |

| Arbitro: | Maggio (Lodi) |

|                                 |           |                          |
| Rolfini 69’ Delcarro 77’, 90+5’ | Marcatori | 10’ Karlsson 57’ C. Bani |

| Arbitro: | Zamagni (Cesena) |

|  |           |                                                    |
|  | Marcatori | 22’ (rig.) Rolfini 68’ Moretti 76’, 90+2’ Faggioli |

| Arbitro: | Di Francesco (Ostia Lido) |

|                                 |           |              |
| Faggioli 21’, 53’ Moretti 90+7’ | Marcatori | 89’ D. Rossi |

#### Girone di ritorno
| Arbitro: | Andreano (Prato) |

|             |           |              |
| Rolfini 22’ | Marcatori | 36’ Pompetti |

| Arbitro: | Luongo (Napoli) |

|             |           |                  |
| Ragatzu 90’ | Marcatori | 69’, 76’ Rolfini |

| Arbitro: | Marotta (Sapri) |

|                          |           |  |
| Rolfini 74’ Del Sole 89’ | Marcatori |  |

| Arbitro: | Bonacina (Bergamo) |

|  |           |                                                     |
|  | Marcatori | 1’ Faggioli 14’ Sereni 49’, 68’ Moretti 82’ Iannoni |

| Arbitro: | Zucchetti (Foligno) |

|                          |           |                          |
| Semprini 1’ Visconti 53’ | Marcatori | 17’, 30’ (rig.) Faggioli |

| Arbitro: | Grasso (Ariano Irpino) |

|  |           |                          |
|  | Marcatori | 2’, 40’ (rig.), 48’ Vano |

| Arbitro: | Calzavara (Varese) |

|  |           |                         |
|  | Marcatori | 55’ D'Eramo 81’ Rolfini |

| Arbitro: | Ubaldi (Roma) |

|  |           |                                   |
|  | Marcatori | 31’ Ciofi 47’ Candela 77’ Pierini |

| Arbitro: | Zanotti (Rimini) |

|                               |           |                   |
| Gambale 29’, 66’ Giordani 69’ | Marcatori | 50’ (rig.) Sereni |

| Arbitro: | Giordano (Novara) |

|                   |           |             |
| Sereni 63’ (rig.) | Marcatori | 82’ Rosafio |

| Arbitro: | Djurdjevic[ (Trieste) |

|                |           |  |
| Pannitteri 36’ | Marcatori |  |

| Arbitro: | Pascarella (Nocera Inferiore) |

|                          |           |                          |
| Faggioli 11’ Moretti 27’ | Marcatori | 54’ Mungo 58’ Martinelli |

| Arbitro: | Taricone (Perugia) |

|                         |           |  |
| Merkaj 44’ Palmieri 52’ | Marcatori |  |

| Arbitro: | Madonia (Palermo) |

|                 |           |  |
| Rolfini 6’, 16’ | Marcatori |  |

| Arbitro: | Acanfora (Castellammare di Stabia) |

|                                         |           |  |
| Armellino 15’ Tremolada 18’ Magnino 37’ | Marcatori |  |

| Arbitro: | Catanoso (Reggio Calabria) |

|  |           |                        |
|  | Marcatori | 7’ Bulevardi 49’ Arena |

| Arbitro: | Bordin (Bassano del Grappa) |

|                  |           |              |
| Cardoselli 90+2’ | Marcatori | 51’ Delcarro |

| Arbitro: | Canci (Carrara) |

|                                 |           |                 |
| Faggioli 11’ Rolfini 26’ (rig.) | Marcatori | 21’ Bernardotto |

| Arbitro: | Turrini (Firenze) |

|  |           |                                                  |
|  | Marcatori | 12’ Delcarro 18’ Sereni 22’ Faggioli 63’ Rolfini |

#### Play-off
| Arbitro: | Carrione (Castellammare di Stabia) |

|  |           |                              |
|  | Marcatori | 41’ Ladinetti 83’ Travaglini |

### Coppa Italia Serie C
| Arbitro: | Zucchetti (Foligno) |

|                                |                      |                                            |
| Rolfini 23’                    | Marcatori            | 38’ Barranca                               |
| Iotti Maurizii Sereni Faggioli | Tiri di rigore 3 – 2 | Lischi Amatucci Martinelli Mercati Bassano |

| Arbitro: | Saia (Palermo) |

|  |           |            |
|  | Marcatori | 6’ Iannoni |

| Arbitro: | Villa (Rimini) |

|  |           |             |
|  | Marcatori | 55’ Iuliano |

## Statistiche

### Statistiche di squadra
Statistiche aggiornate al 1º luglio 2021.
| Competizione         | Punti | In casa | In casa | In casa | In casa | In casa | In casa | In trasferta | In trasferta | In trasferta | In trasferta | In trasferta | In trasferta | Totale | Totale | Totale | Totale | Totale | Totale | DR |
| Competizione         | Punti | G       | V       | N       | P       | Gf      | Gs      | G            | V            | N            | P            | Gf           | Gs           | G      | V      | N      | P      | Gf     | Gs     | DR |
| -------------------- | ----- | ------- | ------- | ------- | ------- | ------- | ------- | ------------ | ------------ | ------------ | ------------ | ------------ | ------------ | ------ | ------ | ------ | ------ | ------ | ------ | -- |
| Serie C              | 0     | 0       | 0       | 0       | 0       | 0       | 0       | 0            | 0            | 0            | 0            | 0            | 0            | 0      | 0      | 0      | 0      | 0      | 0      | 0  |
| Coppa Italia Serie C | -     | 0       | 0       | 0       | 0       | 0       | 0       | 0            | 0            | 0            | 0            | 0            | 0            | 0      | 0      | 0      | 0      | 0      | 0      | 0  |
| Totale               | -     | 0       | 0       | 0       | 0       | 0       | 0       | 0            | 0            | 0            | 0            | 0            | 0            | 0      | 0      | 0      | 0      | 0      | 0      | 0  |

### Andamento in campionato
| Giornata  | 1  | 2 | 3  | 4 | 5 | 6 | 7 | 8 | 9 | 10 | 11 | 12 | 13 | 14 | 15 | 16 | 17 | 18 | 19 | 20 | 21 | 22 | 23 | 24 | 25 | 26 | 27 | 28 | 29 | 30 | 31 | 32 | 33 | 34 | 35 | 36 | 37 | 38 |
| --------- | -- | - | -- | - | - | - | - | - | - | -- | -- | -- | -- | -- | -- | -- | -- | -- | -- | -- | -- | -- | -- | -- | -- | -- | -- | -- | -- | -- | -- | -- | -- | -- | -- | -- | -- | -- |
| Luogo     | T  | C | T  | C | C | T | C | T | C | T  | C  | T  | C  | T  | C  | T  | C  | T  | C  | C  | T  | C  | T  | T  | C  | T  | C  | T  | C  | T  | C  | T  | C  | T  | C  | T  | C  | T  |
| Risultato | P  | V | N  | V | V | V | V | P | V | P  | P  | N  | P  | N  | P  | N  | V  | V  | V  | N  | V  | V  | V  | N  | P  | V  | P  | P  | N  | P  | N  | P  | V  | P  | P  | N  | V  | V  |
| Posizione | 16 | 8 | 11 | 6 | 4 | 2 | 2 | 3 | 2 | 3  | 4  | 6  | 6  | 7  | 6  | 7  | 6  | 6  | 5  | 6  | 6  | 6  | 6  | 6  | 6  | 6  | 6  | 6  | 6  | 6  | 6  | 6  | 6  | 6  | 7  | 7  | 6  | 6  |

Legenda:

Luogo: C = Casa; T = Trasferta. Risultato: V = Vittoria; N = Pareggio; P = Sconfitta.